# Radio UNAMSIL
Radio UNAMSIL  est une station de radio de la Mission des Nations unies en Sierra Leone. La diffusion se fait en anglais. En 2005 un sondage indiquait que 94 % des sierra-leonais considéraient Radio UNAMSIL comme une bonne source d'information. Elle est diffusée en ondes courtes et en FM.

## Histoire
La station apparaît le 22 mai 2000. Son équipement, qui avait déjà servi pour Radio Minurca, est un don du gouvernement danois, arrivé seulement le 18 mai à Freetown, la capitale. En 2002 la radio a sensibilisé la population à la tenue d'une élection présidentielle. Elle est rapidement devenue la station de radio la plus populaire de Sierra Leone. Après le départ des troupes de l'ONU elle continue son activité.

## Objectif
Le but de la station est d'offrir une alternative aux radios diffusant des messages de haine en Sierra Leone, de promouvoir la paix et de permettre aux forces des Nations unies de s'exprimer.

## Programmation
À ses débuts la station diffusait surtout de la musique. Elle a aussi lancé des programmes pour les enfants, les moins de 14 ans représentant 44,8 % de la population en 2006.